# سارونا

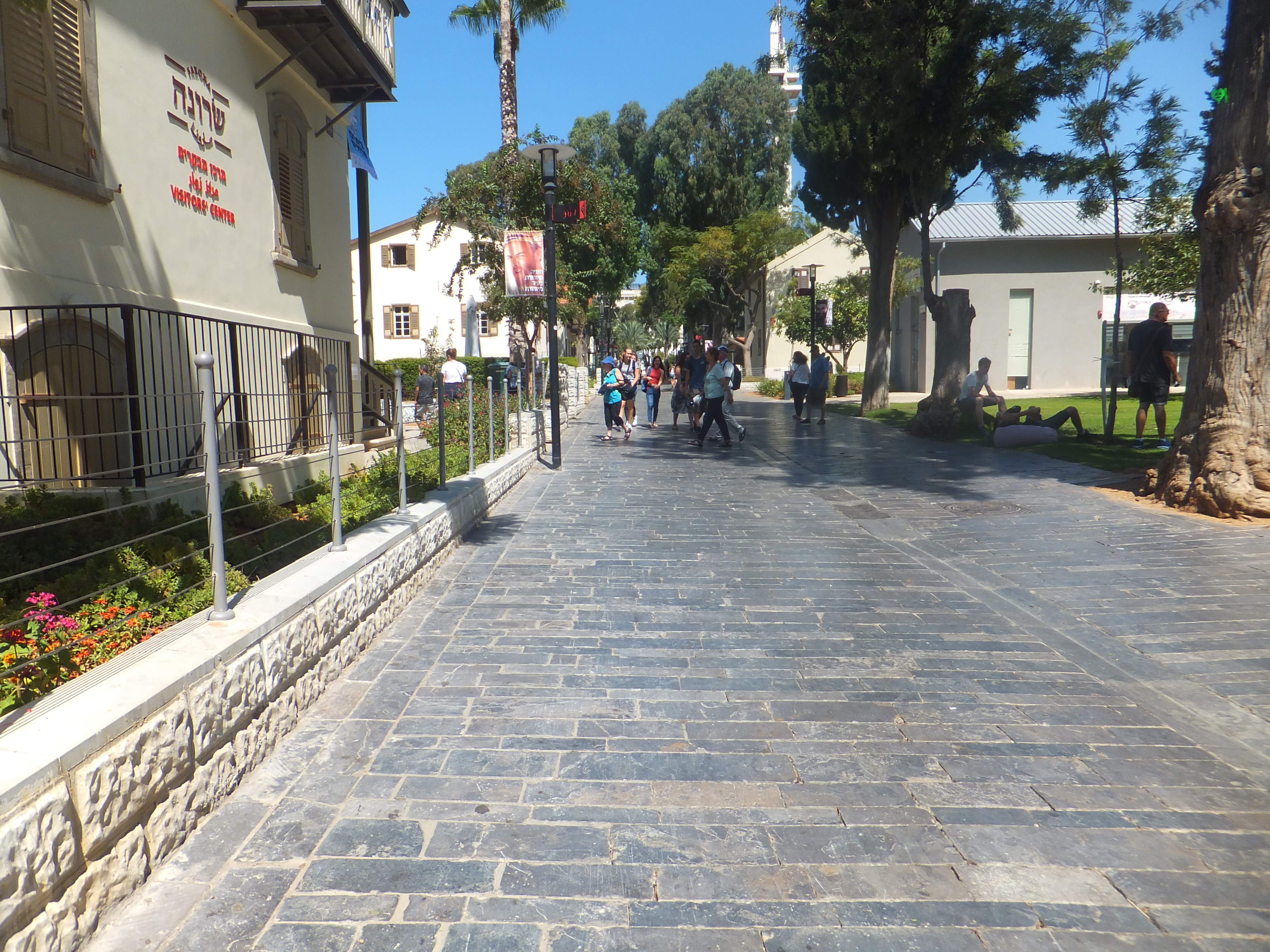
شارع في سارونا.

سارونا (بالعبرية: שׇׂרוֹנָה) كانت مُستعمرةٌ أنشئها فرسان الهيكل الألمان في فلسطين العثمانية عام 1871. وهي الآن إحدى أحياء مدينة تل أبيب الإسرائيلية. تعتبر واحدة من أقدم القرى الحديثة التي أنشئها الأوروبيون في فلسطين العثمانية. في يوليو 1941، قامت سلطات الانتداب البريطاني بترحيل 188 من سكان سارونا، الذين كانوا يعتبرون متعاطفين مع النازيين المتشددين.